# Rhyacophila asahiensis
Rhyacophila asahiensis là một loài Trichoptera trong họ Rhyacophilidae. Chúng phân bố ở miền Cổ bắc.